# Тургутуй
Тургуту́й (рос. Тургутуй) — село у складі Читинського району Забайкальського краю, Росія. Входить до складу Сохондинського сільського поселення.

## Населення
Населення — 22 особи (2010; 40 у 2002).
Національний склад (станом на 2002 рік):
- росіяни — 77 %